# Kecses őzlábgomba
A kecses őzlábgomba (Leucoagaricus nympharum) a csiperkefélék családjába tartozó, Európában honos, lomberdőkben és fenyvesekben élő, ehető gombafaj.

## Megjelenése

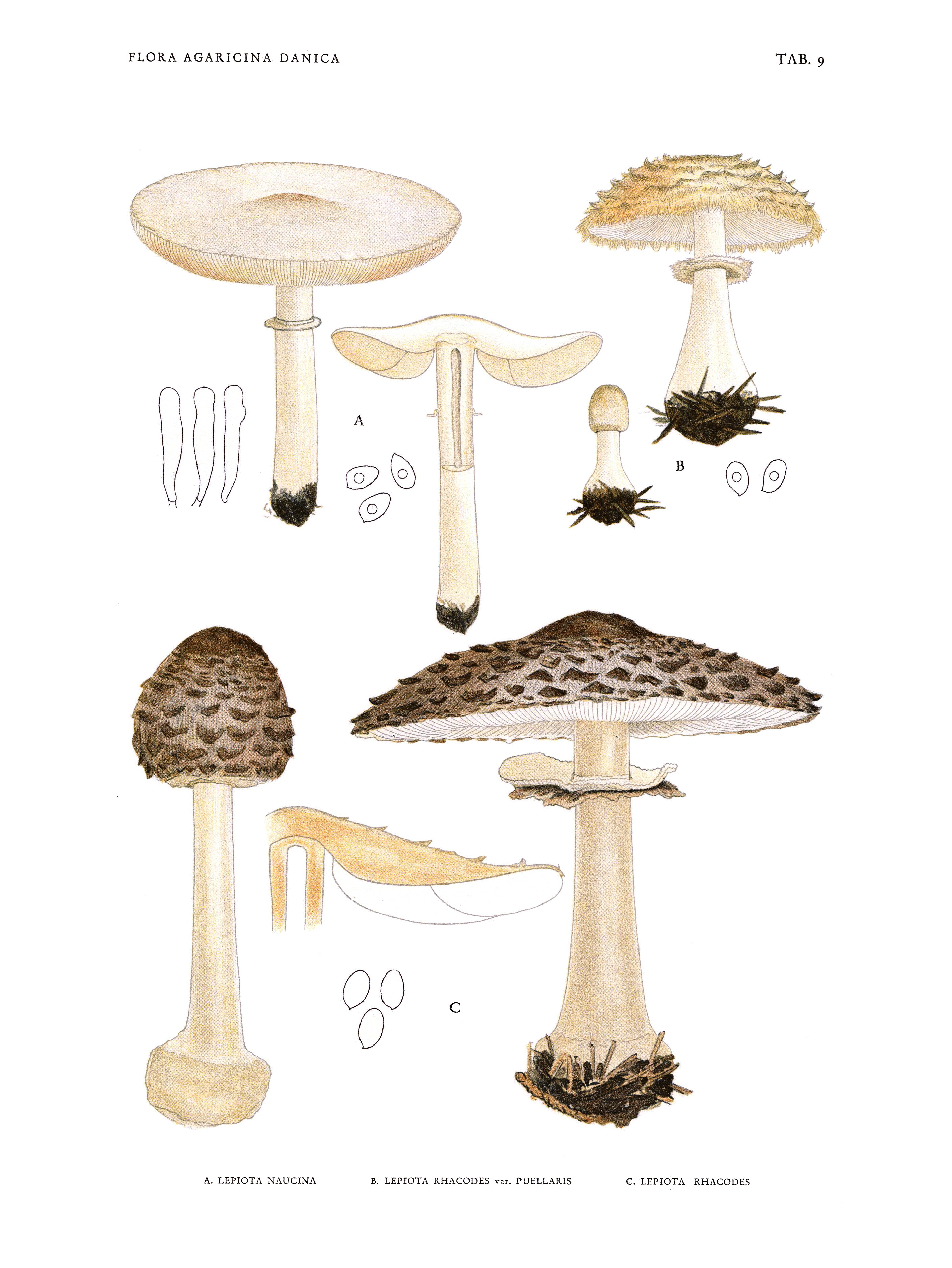
A: fehér tarlógomba, B: kecses őzlábgomba, C: kerti őzlábgomba

A kecses őzlábgomba kalapja 4-10 cm széles; kezdetben majdnem gömb alakú, majd tojásdad, később domborúan, idősen laposan kiterül, közepén alacsony púppal. Alapszíne fehéres, de felszínét koncentrikus körökben elhelyezkedő, nagy, kiálló, gyapjas-szálas pikkelyek borítják; a pikkelyek eleinte fehérek vagy szürkések, később barnulnak. A kalap közepe sima, barnás színű marad. Szélén burokfoszlányok maradhatnak. 
Húsa vékony, puha; színe fehér, sérülésre kicsit sötétedik, a tönkben enyhén vörösödhet. Enyhén retekszagú, íze nem jellegzetes. 
Sűrű lemezei szabadon állnak. Színük fehéres-sárgás. Sérülésre barnásan, sárgásan foltosodhatnak.
Tönkje 5-15 cm magas és max. 1,5 cm vastag. Alakja hengeres, karcsú, töve gumósan megvastagodott, belül üregesedik. Felszíne sima vagy fehéren szálas, pelyhes. Színe fehéres, idősen piszkosbarna, sérülésre pirul. Gallérja gyapjas, eltolható, pereme rojtos, csipkés, szakadozott, az idős példányokról letöredezhet.
Spórapora fehér. Spórája ellipszoid, dextrinoid, mérete 8-10 x 4-5 μm.

### Hasonló fajok
A vörösen színeződő, mérgező kerti őzlábgomba vagy a jóval nagyobb, ehető nagy őzlábgomba hasonlít hozzá.  

## Elterjedése és termőhelye
Európában honos. Magyarországon nagyon ritka.
Lombos és tűlevelű erdőkben, hegyvidéki cseres-tölgyesekben, gyertyános-tölgyesekben, bükkösökben található meg, inkább az erdőszélen, tisztásokon, egyenként, legfeljebb néhányadmagával. Júliustól októberig terem.  
Ehető, de mérgező fajokkal való összetéveszthetősége miatt fogyasztása nem ajánlott.